# تیفون ماوار
تیفون ماوار (انگلیسی: Typhoon Mawar) یا ابرتیفون بتی، یکی از قوی‌ترین تیفون‌های نیم‌کره شمالی ثبت شده در ماه مه، و قوی‌ترین توفان استوایی در سراسر جهان در سال ۲۰۲۳ بود. نام "Mawar" در زبان مالایی به معنای رز است.